# Adrian Holovaty
Adrian Holovaty (1981) es un desarrollador web, periodista y empresario estadounidense de Chicago (Illinois) que vive en Ámsterdam (Países Bajos). Es cocreador del framework web Django y defensor del "periodismo a través de la programación informática".

## Biografía
Holovaty, estadounidense de origen ucraniano, creció en Naperville (Illinois) y asistió al instituto Naperville North. Mientras trabajaba como coeditor del periódico del instituto, The North Star, un artículo censurado sobre la agresión sexual de un profesor a una estudiante reavivó una campaña contra la censura en la cámara de representantes de Illinois. Se graduó en la Escuela de Periodismo de Missouri en 2001 y trabajó como desarrollador web/periodista para The Atlanta Journal-Constitution, Lawrence Journal-World y The Washington Post antes de fundar EveryBlock, una startup web que ofrecía noticias "microlocales", en 2007.
Mientras trabajaba en el Lawrence Journal-World de 2002 a 2005, creó, junto con otros desarrolladores web (Simon Willison, Jacob Kaplan-Moss y Wilson Miner), Django, un marco de aplicaciones web de código abierto para Python. Él y Kaplan-Moss fueron los Dictadores Benévolos Vitalicios del framework hasta enero de 2014. Ambos escribieron The Django Book, publicado por primera vez en 2007..
Holovaty también es guitarrista. En 1999, grabó un álbum con sus propias composiciones para guitarra, y desde 2007 ha publicado vídeos de sus arreglos de guitarra acústica en YouTube, consiguiendo una audiencia de más de 20.000 suscriptores. En 2012 fundó, junto con PJ Macklin, SoundSlice, un sitio web de edición colaborativa que muestra vídeos musicales de YouTube junto a tablaturas animadas simultáneas, con la intención de ayudar a los guitarristas a aprender nuevas piezas musicales.

### Innovaciones de mapeo del delito
En 2005, Holovaty puso en marcha chicagocrime.org, una combinación de Google Maps con datos sobre delincuencia del Departamento de Policía de Chicago. El sitio ganó el Premio Batten 2005 a la Innovación en Periodismo y fue nombrado por The New York Times como una de las mejores ideas de 2005.
Como uno de los primeros mashups de Google Maps, ayudó a influir en Google para crear su API oficial de Google Maps. Sitios de periódicos como el Chicago Tribune y el Chicago Sun-Times han incorporado un mapa de EveryBlock, el sucesor de chicagocrime.org, en sus sitios web.
En 2007, Holovaty recibió una subvención de 1,1 millones de dólares de la Fundación Knight y dejó su trabajo como editor de innovaciones editoriales en washingtonpost.com para fundar EveryBlock, el sucesor de chicagocrime.org. El 17 de agosto de 2009, EveryBlock fue adquirido oficialmente por MSNBC. Los términos del acuerdo no fueron revelados. En febrero de 2013, NBC News anunció el cierre de EveryBlock. El servicio fue relanzado por Comcast NBCUniversal en enero de 2014 y operó en Boston, Chicago, Denver, Fresno, Hialeah, Houston, Medford, Nashville, Filadelfia y Seattle. El 19 de julio de 2018, EveryBlock fue adquirido por el servicio de redes sociales Nextdoor y se cerró.
 